# Список найпопулярніших інтернет-ЗМІ в Україні
Список найпопулярніших інтернет-ЗМІ в Україні вміщує 103 найпопулярніших інтернет-ЗМІ в Україні незалежно від країни реєстрації та мовної політики, у тому числі сайти традиційних медіа (наприклад, телеканалів). Перелік складено за даними всесвітнього статистичного рейтингу Alexa Internet та Інтернет Асоціації України станом на вересень 2017 року.
До списку не увійшли:
- новинні агрегатори
- сайти про погоду
- сайти виключно з телепрограмами
- сайти виключно з результатами спортивних матчів
- сайти, на яких основний контент створюється користувачами
- сайти, для яких створення і поширення новин не є основною діяльністю.

У таблиці представлені сайти, що перебувають у загальноукраїнському топ-300 за версією хоча б одного з використаних рейтингів.
| Назва                      | Домен                     | ІнАУ | Alexa Internet | Опис | Країна             |
| -------------------------- | ------------------------- | ---- | -------------- | --- | ------------------ |
| Обозреватель               | obozrevatel.com           | 21   | 29             | новини | Україна            |
| Сегодня                    | segodnya.ua               | 27   | 42             | газета «Сегодня»                                                                                             | Україна            |
| ТСН                        | tsn.ua                    | 29   | 52             | програма ТСН, канал 1+1                                                                                      | Україна            |
| 24 канал                   | 24tv.ua                   | 31   | 50             | телеканал новин «24»                                                                                         | Україна            |
| РБК-Україна                | rbc.ua                    | 42   | 76             | новини | Україна            |
| BBCCCNN                    | bbc-ccnn.com              | 44   | 267            | новини | Україна            |
| ZNAJ.UA                    | znaj.ua                   | 45   | 137            | новини | Україна            |
| Bigmir)net                 | bigmir.net                | 48   | 51             | розваги, новини                                                                                              | Україна            |
| Цензор.нет                 | censor.net.ua             | 49   | 46             | новини | Україна            |
| Replyua.net                | replyua.net               | 41   | 35             | новини | Україна            |
| Телеграф                   | telegraf.com.ua           | 53   | 6              | новини | Україна            |
| Hronika.info               | hronika.info              | 57   | 118            | новини | Україна            |
| Українська правда          | pravda.com.ua             | 58   | 57             | новини | Україна            |
| FaceNews                   | facenews.ua               | 59   | 190            | новини | Україна            |
| Страна.ua                  | Strana.ua                 | 62   | 95             | проросійські новини                                                                                          | Україна            |
| Еспресо TV                 | espreso.tv                | 65   | 145            | новини | Україна            |
| Sport.ua                   | sport.ua                  | 71   | 175            | спорт | Україна            |
| Replika                    | replika.in.ua             | 72   | 332            | фейкові новини                                                                                               | Україна            |
| Минфин                     | minfin.com.ua             | 73   | 111            | економіка | Україна            |
| Корреспондент              | korrespondent.net         | 74   | 43             | журнал «Кореспондент»                                                                                        | Україна            |
| Football.ua                | football.ua               | 78   | 58             | футбол | Україна            |
| Главком                    | glavcom.ua                | 94   | 143            | новини | Україна            |
| Politeka                   | politeka.net              | 96   | 265            | проросійські новини                                                                                          | Україна            |
| Гордон                     | gordonua.com              | 103  | 102            | новини, бренд Дмитра Гордона                                                                                 | Україна            |
| Експрес Online             | expres.ua                 | 108  | 217            | сайт газети «Експрес»                                                                                        | Україна            |
| ICTV                       | ictv.ua/ua                | 111  | 206            | телеканал ICTV                                                                                               | Україна            |
| Terrikon                   | terrikon.com              | 117  | 153            | футбол, спорт, ФК «Шахтар»                                                                                   | Україна            |
| АМН Актуальна мережа новин | amn.com.ua                | 118  | 389            | новини | Україна            |
| Апостроф                   | apostrophe.ua (com.ua)    | 121  | 159            | новини | Україна            |
| УНІАН                      | unian.ua (.net/.info/.ua) | 126  | 230            | новини | Україна            |
| Верховна Рада України      | rada.gov.ua               | 131  | 96             | офіційний сайт Верховної Ради України                                                                        | Україна            |
| Vgorode.ua                 | vgorode.ua                | 145  | 207            | новини Дніпра, Запоріжжя, Києва, Криму, Львова, Одеси, Полтави, Харкова                                      | Україна            |
| UNN                        | unn.com.ua                | 150  | 338            | новини | Україна            |
| Освіта.ua                  | osvita.ua                 | 152  | 131            | ресурс про освіту                                                                                            | Україна            |
| ЛІГА.net                   | liga.net/ua               | 155  | 157            | новини, група компаній «Ліга»                                                                                | Україна            |
| Діалог.ua                  | dialog.ua                 | 157  | 196            | суспільно-політичне новинне й аналітичне ЗМІ                                                                 | Україна            |
| Бізнес                     | business.ua               | 161  | 374            | Ділова інформація, новини                                                                                    | Україна            |
| Антикор                    | antikor.com.ua            | 162  | 492            | висвітлення рейдерських захоплень і корупції                                                                 | Україна            |
| Gazeta.ua                  | gazeta.ua                 | 169  | 322            | сайт газети «Газета по-українськи». новини                                                                   | Україна            |
| Укрінформ                  | ukrinform.ua              | 173  | 333            | Мультимедійна платформа іномовлення України (UA\|TV)                                                         | Україна            |
| Zaxid.net                  | zaxid.net                 | 182  | 451            | новини | Україна            |
| NewsOne                    | newsone.ua                | 184  | 329            | новини, проросійський телеканал NewsOne                                                                      | Україна            |
| Хвиля                      | hvylya.net                | 189  | 271            | новини | Україна            |
| Вголос                     | vgolos.com.ua             | 190  | 488            | новини України, світу, а також Львова, Львівщини, Волині, Закарпаття, Рівненщини, Франківщини, Тернопільщини | Україна            |
| Багнет                     | bagnet.org                | 193  | 380            | новини | Росія Україна      |
| Вєсті                      | vesti-ukr.com             | 199  | 273            | сайт газети «Весті»                                                                                          | Україна            |
| Футбол 24                  | football24.ua             | 202  | 238            | футбол | Україна            |
| Факты и комментарии        | fakty.ua                  | 203  | 324            | газета «Факты и комментарии»                                                                                 | Україна            |
| Tochka.net                 | tochka.net                | 206  | 261            | новини, розваги                                                                                              | Україна            |
| Новое Время                | nv.ua                     | 207  | 135            | новини | Україна            |
| СТБ                        | stb.ua                    | 208  | 214            | телеканал СТБ                                                                                                | Україна            |
| Криминал.TV                | kriminal.tv               | 209  | 323            | новини, кримінал                                                                                             | Україна, Німеччина |
| Finance.ua                 | finance.ua                | 212  | 283            | фінанси, новини                                                                                              | Україна            |
| Новости N                  | novosti-n.org             | 214  | 277            | Миколаївська обласна газета                                                                                  | Україна            |
| PRESS-ЦЕНТР                | press-centr.com           | 216  | 3292           | Західноукраїнський інформаційний портал                                                                      | Україна            |
| Depo.ua                    | depo.ua                   | 217  | 241            | новини | Україна            |
| Корупція Інфо              | korupciya.com             | 218  | 1724           | новини, кримінал                                                                                             | Україна Росія      |
| UA-Футбол                  | ua-football.com           | 223  | 171            | футбол | Україна            |
| Радіо Свобода              | radiosvoboda.org          | 232  | 349            | некомерційна інформаційна служба, яку фінансує Конгрес США                                                   | Україна, США Росія |
| Слово і Діло               | slovoidilo.ua             | 232  | 271            | новини | Україна            |
| Replyua                    | replyua.net               | 247  | 781            | новини | Україна Росія      |
| Gorod.dp.ua                | gorod.dp.ua               | 248  | 350            | сайт міста Дніпро                                                                                            | Україна            |
| Deutsche Welle             | dw.com                    | 253  | 454            | німецька міжнародної мовної корпорації                                                                       | Німеччина          |
| Економічна правда          | epravda.com.ua            | 256  | 413            | проект «Української правди» про бізнес та економіку                                                          | Україна            |
| Курси валют                | kurs.com.ua               | 257  | 260            | Курси валют, фінансові новини                                                                                | Україна            |
| 5 канал                    | 5.ua                      | 259  | 325            | телеканал «5 канал»                                                                                          | Україна            |
| Народна правда             | narodna-pravda.ua         | 267  | 602            | новини | Україна            |
| Hyser                      | hyser.com.ua              | 282  | 457            | Бізнес, підприємництво, стартапи, історії успіху, економічні новини                                          | Україна            |
| Крым. Реалии               | ru.krymr.com              | 283  | 638            | Кримський українська служба Радіо Свобода                                                                    | Україна, Чехія     |
| Інформатор                 | dp.informator.ua          | 284  | 822            | Регіональне інтернет-видання міста Дніпро                                                                    | Україна            |
| Тиждень.ua                 | tyzhden.ua                | 287  | 441            | часопису «Український тиждень»                                                                               | Україна            |
| Ракурс                     | racurs.ua                 | 289  | 476            | новини | Україна            |
| Комментарии:               | comments.ua               | 290  | 829            | Інформаційно-аналітичний портал                                                                              | Україна            |
| Экономические известия     | eizvestia.com             | 293  | 385            | сайт газети «Экономические известия», новини                                                                 | Україна, Франція   |
| NewsOboz                   | newsoboz.org              | 299  | 678            | новини | Україна            |
| NUR.KZ                     | nur.kz                    | —    | 44             | новини Казахстану                                                                                            | Казахстан          |
| Телеканал 1+1              | 1plus1.ua                 | —    | 127            | телеканал 1+1                                                                                                | Україна            |
| Шкільне життя              | schoollife.org.ua         | —    | 220            | освіта, педагогіка                                                                                           | Україна            |
| ITC.UA                     | itc.ua/ua/                | —    | 235            | інформаційні технології                                                                                      | Україна            |
| ISPORT                     | isport.ua                 | —    | 279            | новини спорту                                                                                                | Україна            |
| Movies tape                | moviestape.net            | —    | 281            | кіно: біографії та фільмографії акторів і режисерів, кіно-новини, трейлери, піратські фільми                 | Україна            |
| Telugu 360                 | telugu360.com             | —    | 298            | Англомовна новинна інтернет-газета, заснована у Хайдарабаді, Індія                                           | Сінгапур           |